# Exechia hei
Exechia hei är en tvåvingeart som beskrevs av Wu, Xu och Yu 2004. Exechia hei ingår i släktet Exechia och familjen svampmyggor. Inga underarter finns listade i Catalogue of Life.